# رنو جاواکواترو
رنو جاواکواترو (Renault Juvaquatre) خودرویی است که در سال‌های ۱۹۳۷–۱۹۶۰در فرانسه تولید شده‌است.
این خودرو در کلاس خودرو کامپکت قرار گرفته، طراحی آن خودروهای موتور جلو-محور عقب بوده است. سیستم جعبه‌دندهٔ آن به صورت دستی است.
این خودرو نخستین بار در نمایشگاه اتومبیل ۱۹۳۷ پاریس رونمایی شد. در ابتدا به طور عمده توسط اداره پست فرانسه مورد استفاده قرار گرفت.ولی در سال ۱۹۳۹ نسخه دو درب و سدان چهار درب آن نیز به بازار عرضه شد.